# Haggard: The Movie
Haggard es una comedia independiente de 2003, basada en hechos reales, en los que la novia de Ryan Dunn le engañaba con otra persona. La película fue dirigida y producida por Bam Margera y caracterizada por algunos de los miembros de CKY.

## Argumento
Ryan (interpretado por él mismo, Ryan Dunn) es un hombre depresivo que acaba de terminar con su novia, Glauren (interpretada por Jenn Rivell). Cuando Valo (Bam Margera) y Falcone (Brandon DiCamillo) van a verlo lo encuentran deshaciéndose de las cosas de su relación con Glauren, entre ellas una fotografía que despedaza con un palo de golf. Después de discutir con Ryan sobre su relación, éstos se molestan y lo dejan deprimido.
Mientras se alejan de la casa de Ryan para ir a una cafetería, Falcone descubre un aviso de un concurso de inventos. Decide participar, dejando solo a Valo. Glauren llama por teléfono a Ryan y le informa que está saliendo con un tipo llamado "Hellboy" (Rake Yohn), con el cual estuvo teniendo sexo. Ryan se vuelve loco y corre a la cafetería en busca de Valo para pedirle ayuda. Ryan empieza a alucinar y cree que un cliente del lugar se está burlando de él, por lo que empiezan a pelear. Valo lo golpea y le pide calma, preguntándole qué lo haría sentir mejor. Ryan le pide que entre a la casa de Glauren para destrozarla. Valo se rehúsa, pero al final accede. Justo después, animado por Valo, Ryan decide cortejar a una chica de la cafetería pero comienza a alucinar que es Glauren y la insulta a lo que ella responde ensartándole un tenedor en el ojo, dejándolo con un parche.